# Joe DePre
Joe DePre (Westbury, 19 dicembre 1947) è un ex cestista statunitense, professionista nella ABA.

## Carriera
Venne selezionato dai Phoenix Suns al secondo giro del Draft NBA 1970 (29ª scelta assoluta).

## Palmarès
- Campione EBA (1973)